# Kršćanski anarhizam
Kršćanski anarhizam jest pokret u političkoj teologiji koji na određeni način stavlja u suodnos anarhizam i kršćanstvo. U temeljima je kršćanskoga anarhizma odbijanje nasilja, kako je to bio slučaj već kod Lava Tolstoja u djelu Kraljevstvo Božje u vama, koje se može smatrati i ključnim tekstom. Tolstoj je nastojao rusko pravoslavno kršćanstvo, usko povezano s državom, odvojiti onoga što je on vidio kao istinsku Isusovu poruku, sadržanu u evanđeljima, a osobito u Govoru na gori. Tolstovo je mišljenje da se sve vlade koje se uključuju u ratove, a onda i crkve koje podržavaju te vlade, suprotstavljaju kršćanskim načelima nenasilja i odbijanja nasilnoga otpora. Premda Tolstoj nije nikada rabio izraz „kršćanski anarhizam“ u ovome svome djelu, kritike te knjige, koje su se pojavile nakon njezina objavljivanja 1894. godine, skovale su taj izraz.

## Povijest

### Stari zavjet
Vrlo mali broj kršćanskih anarhista poziva se na Stari zavjet, zbog njegovih brojnih izvještaja o ratovima, svetom uništenju (herem) i nasilju. Ipak, Jacques Ellul predstavnik je onih koji su i u starozavjetnim tekstovima tražili kompatibilnost s anarhizmom. Tako je, prema njemu, Nimrod prikazan u lošem svjetlu jer je postao velmoža (Post 10,8-9), a Abraham koji je napustio civilizaciju ušao je, prema židovskoj predaji, u sukob s Nimrodom (usp. Gen. R. Pesik. R.). Mojsije je poveo Hebreje iz ropstva egipatskoj državi (Izl 3,7.10), a narod je kroz tri stoljeća ostao bez kralja: „U to vrijeme ne bijaše kralja u Izraelu i svatko je živio kako mu se činilo da je pravo“ (Suci 17,6; 21,25). Gideon nije prihvatio da postane kralj: „Jahve će biti vaš vladar“ (Suci 8,23), a njegov sin Jotam opisuje kraljevsko državno uređenje kao parazitsko (Suci 9,8-21). Konačno, Samuel upozorava Izraelce na zla svojstva kraljevstva (1Sam 8,5-18). Proroci su također progovarali protiv vlasti nad ljudima (Jer 25,34; Ez 34,10; 45,8; Hoš 13,10-11), dok su navješćivali kraljevstvo Božje (Iz 2,4; 65,22).

### Novi zavjet
Više od bilo kojeg drugog biblijskog teksta, kršćanski anarhizam rabio je Govor na gori kao temelj svojega promišljanja. Dorothy Day, Ammon Hennacy i Lav Tolstoj neprestano su se vraćali na tu Isusovu propovijed i na četiri evanđelja u svojim tekstovima socijalnog i političkog karaktera. Već je i sam naslov Tolstojeva djela „Kraljevstvo je Božje u vama“ izravan navod evanđelja (Lk 17,21). Dorothy Day i njezin Katolički radnički pokret posebno su cijenili djela milosrđa (Mt 25,31-46) koja su se često pojavljivala u njihovim pisanim radovima i umjetnosti.

Mnogi kršćanski anarhisti tvrde da se Isus protivi uporabi sile vlasti, pa čak i u svrhu blagostanja. U tom smislu oni navode njegove riječi: „Kraljevi gospoduju svojim narodima i vlastodršci nazivaju sebe dobrotvorima. Vi nemojte tako!“ (Lk 22,25).

Isus se usprotivio „sistemu“ kojim je ovladao Sotona: „On [Bog] me posla blagovjesnikom biti siromasima, proglasiti sužnjima oslobođenje“ (Lk 4,18; Iv 12,31; 14,30; 16,11; 17,16; 18,36). Bio je, prema kršćanskim anarhistima, protiv bilo kakva ljudskog vodstva (Mt 23,8-12), te je i sâm odbio biti kraljem (Mt 4,8-10; Iv 6,15).

Prvi su se kršćani suprotstavljali premoći države: „Treba se većma pokoravati Bogu negoli ljudima!“ (Dj 5,29; 4,19; 1Kor 6,1-6), a njihova je apokaliptička književnost uspoređivala državu sa zvijeri (Otk 13; 14; 17).

### Rana Crkva
Kod nekolicine crkvenih otaca kršćanski anarhisti navode primjere anarhističkih ideala, a i neke kršćanske zajednice kao da su živjele prema takvim idealima, pri čemu se osobito misli na jeruzalemsku Crkvu opisanu u Djelima apostolskim, čiji su članovi zajednički upravljali svojim imanjem. Kršćanski anarhisti, poput Kevena Craiga, naglašavaju da je takvim zajednicama bila važnija istinska međusobna ljubav negoli liturgija. Oni također naglašavaju da razlog progona prvih kršćana nije bilo njihovo štovanje Isusa Krista, nego njihovo odbijanje da štuju ljudske idole kojima su pripisivana božanska svojstva kao u carskom kultu. Budući da nisu htjeli štovati rimskoga cara, odbijali su prisegnuti na vjernost Carstvu.

Thomas Merton u svome uvodu u engleski prijevod Izreka svetih otaca (Apoftegma) opisuje rane monahe kao „u određenom smislu istinske 'anarhiste', te ne može štetiti da se on njima na taj način misli.“ Neki u egipatskim pustinjacima 4. st., kao što je sveti Antun Pustinjak prepoznaju „najdugovječniju anarhijsku zajednicu svih vremena“.

### Sloboda kršćanstva u Rimskom Carstvu
Za dio kršćanskih anarhista trenutak u kojem je započela transformacija kršćanstva i njegovo udaljavanje od anarhističkih načela bilo je doba cara Konstantina Velikoga, nakon bitke kod Milvijskog mosta, 312. godine. Milanskim ediktom iz 313. godine kršćanstvo dobiva slobodu u Carstvu, a vrlo je brzo slijedilo i povezivanje crkvene hijerarhije s državnim aparatom.

## Anarhističko čitanje Biblije

### Autoritet u Crkvi
Uz neke značajne izuzetke, kao što je Katolički radnički pokret, mnogi kršćanski anarhisti imaju negativan pogled na crkveni nauk i obrede. Kršćanski anarhisti voljeli bi da se kršćani u manjoj mjeri bave vršenjem obreda i dogmatskom teologijom, a da više slijede Isusov nauk i život. Jacques Ellul i Dave Andrews tvrde da Isus nije namjeravao utemeljiti institucionalnu religiju, dok Michael Elliot vjeruje da je Isusova nakana bila zaobići ljudske posrednike.

### Pacifizam i nenasilje
Mnogi su kršćanski anarhisti, poput Tolstoja, Hennacyja, Ellula i Andrewsa, pacifisti koji se protive i ofanzivnoj i defanzivnoj uporabi fizičke sile. Hennacy je vjerovao da pristajanje uz kršćanstvo znači i biti pacifist, te da, jer vlade naprekidno pribjegavaju sili u rješavanju sukoba, to znači biti anarhist. Ovi su kršćanski anarhisti bili uvjerenja da će sloboda biti vođena milošću Božjom samo ako pokažu suosjećanje s drugima i okrenu drugi obraz kad se suoče s nasiljem.

Poticaje za takva razmišljanja oni nalaze osobito u novozavjetnim odlomcima, ali i u dijelovima Staroga zavjeta, kao što je slučaj s petom Božjom zapovijedi (Izl 20,13; Pnz 5,17).
Da bi pokazao kako odbijanje nasilnoga otpora djeluje u praksi, Alexandre Christoyannopoulos daje sljedeći kršćansko-anarhistički odgovor terorizmu:

### Život u jednostavnosti
Kršćanski anarhisti, poput Ammona Hennacyja, Petera Maurina i Dorothy Day, često zastupaju dragovoljno siromaštvo. Različiti su razlozi zbog koji se na to odlučuju. Jedan je od njih i taj da, umanjujući oporeziv dohodak, umanje i svoju podršku državi. Drugi je razlog jednostavno nasljedovanje Isusova nauka, kad kaže: „Lakše je devi proći kroz ušicu igle, negoli bogatašu u kraljevstvo Božje“ (Mk 10,25) ili: „Ne možete služiti Bogu i bogatstvu“ (Lk 16,13).

### Državna vlast
Poseban izazov onima koji doslovno tumače Sveto pismo (tzv. biblijski literalisti) predstavlja odlomak iz Pavlove Poslanice Rimljanima, gdje Pavao brani one koje su na vlasti, naglašavajući da postoji samo ona vlast koju je uspostavio Bog (usp. Rim 13,1-7). Kršćanski anarhisti uz ovaj odlomak obično tumače da se on odnosi na Rimsko Carstvo koje se upravo zbog toga ne može promatrati kao legitimnu vlast, jer nije potvrđeno od Boga, niti priznaje njegovu riječ i djelovanje.

Drugačije tumačenje Rim 13,1-7 među kršćanskim anarhistima dozvoljava da taj odlomak promiče podložnost svim državnim vlastima, ali naglašava da to ne nije isto što i opravdavanje tih vlasti. Vernard Eller uobličuje takvo gledište svojim tumačenjem: „Neka bude jasno da su sve te ljudske [vlasti] ondje gdje jesu stoga što im je Bog dozvolio da ondje budu. One postoje samo zato što ih on podnosi. Ako bi Bog htio riješiti se... Rimskog carstva, i ti bi morao htjeti da ga se riješiš. Nema naznake da je Bog pozvao tebe da ga ukloniš ili da ga obratiš za njegov račun. Ne možeš se boriti protiv Carstva a da ne postaneš poput Rimskog carstva; stoga bolje ostavi takve stvari u Božjim rukama kamo i pripadaju.“ Isto je mišljenje zastupao i francuski filozof i kršćanski anarhist Jacques Ellul.

Ernst Käsemann, u svome „Komentaru Poslanice Rimljanima“, doveo je u pitanje uobičajeno tumačenje Rim 13 u svjetlu činjenice da je Evangelička crkva u Njemačkoj koristila ovaj odlomak da bi opravdala svoju podršku nacističkoj vlasti u Njemačkoj.Käsemann, Ernst, Commentary on Romans, (1980) Drugi drže da Rim 13 poučava podložnosti državi, ali ne ohrabruje niti dozvoljava sudjelovanje kršćana u djelovanju države.

Još je jedan odlomak na koji se osvrću kršćanski anarhisti. Riječ je o Heb 13,17, gdje se kaže: „Poslušni budite svojim glavarima i podložni.“ Ipak, pritom se gubi iz vida kontekst tih riječi koji se jasno odnosi na glavare unutar kršćanske zajednice, a ne na državne vlasti.

Ima i onih kršćanskih anarhista koji vjeruju da u svoj životni program ne moraju uključiti nauk iz Rim 13,1-7. Tako je Lav Tolstoj smatrao da sveti Pavao predstavlja već devijaciju u odnosu na Isusov izvorni nauk, dok je Ammon Hennacy držao da je „Pavao pokvario Kristovu poruku.“